# Osiedle Józefa Szujskiego
Osiedle Józefa Szujskiego – osiedle położone w centrum Nowego Sącza, pomiędzy ulicami Grodzką, Kolejową, św. Kunegundy i Alejami Batorego. Graniczy z osiedlami Wólki, Kaduk, Nawojowska, Przydworcowym i Centrum.
Osiedlu patronuje Józef Szujski (1835–1883), historyk, profesor i rektor Uniwersytetu Jagiellońskiego, który swoje zbiory biblioteczne przekazał Nowemu Sączowi, a te dały zaczątek zbiorów bibliotecznych miasta.
W XIX wieku teren osiedla zaliczano do przedmieścia Grodzkiego.
Na terenie osiedla znajdują się koszary Straży Granicznej od 1991 roku, dawniej w latach (1818–1918) 20 Pułku Piechoty austriackiej, następnie I Pułku Strzelców Podhalańskich (1918–1939), Karpackiej Brygady WOP w latach 1945–1991.
Znajduje się też osiedle robotników kolejowych zwane „Starą Kolonią” z kościołem kolejowym i szkołą podstawową.